# Campeonato da Europa de Atletismo de 2022 - Taça maratona feminina
A prova da Taça Europeia da Maratona feminina do Campeonato da Europa de Atletismo de 2022 foi disputada no dia  15 de agosto de 2022 pelas ruas  de Munique, com chegada no Estádio Olímpico de Munique.

## Medalhistas
| Ouro | Prata                                                                      | Bronze |
| Alemanha · Miriam Dattke · Domenika Mayer · Deborah Schöneborn · Rabea Schöneborn · Katharina Steinruck · Kristina Hendel | Espanha · Marta Galimany · Irene Pelayo · Elena Loyo · Laura Méndez Esquer | Polónia · Aleksandra Lisowska · Angelika Mach · Monika Jackiewicz · Izabela Paszkiewicz · Katarzyna Jankowska |

## Resultados
O tempo total é calculado com base na soma dos tempos dos primeiros três atletas que chegaram à linha de chegada da maratona, mas as medalhas são concedidas a todos os atletas que concluíram a corrida. 
| Posição           | Equipe | Tempo   |
| ----------------- | --- | ------- |
| Medalha de ouro   | Alemanha · Miriam Dattke · Domenika Mayer · Deborah Schöneborn · Rabea Schöneborn · Katharina Steinruck · Kristina Hendel | 7:28:48 |
| Medalha de prata  | Espanha · Marta Galimany · Irene Pelayo · Elena Loyo · Laura Méndez Esquer                                                | 7:39:25 |
| Medalha de bronze | Polónia · Aleksandra Lisowska · Angelika Mach · Monika Jackiewicz · Izabela Paszkiewicz · Katarzyna Jankowska             | 7:40:54 |
| 4                 | Bélgica | 7:41:35 |
| 5                 | Irlanda | 7:48:28 |
| 6                 | Grã-Bretanha | 7:51:19 |
| 7                 | Chéquia | 7:55:29 |
| 8                 | Países Baixos | 8:05:13 |
| 9                 | Suécia | 8:07:41 |
| 10                | Finlândia | 8:18:45 |
| 11                | Noruega | NM      |
| 11                | Portugal | NM      |
| 11                | Ucrânia | NM      |

Legenda
| Recorde mundial       | Recorde mundial (World record)               |                       | Recorde africano                      | Recorde africano (African) |                                           | Q | Classificado por posição (Qualified) |
| Recorde do campeonato | Recorde do campeonato (Championship record)  | Recorde da América    | Recorde da América (Americas)         | q                          | Classificado por melhor tempo (Qualified) |   |                                      |
| Melhor marca do ano   | Melhor marca do ano (World leading)          | Recorde asiático      | Recorde asiático (Asian)              | DNS                        | Não largou (Did not start)                |   |                                      |
| Recorde nacional      | Recorde nacional (National record)           | Recorde europeu       | Recorde europeu (European)            | DNF                        | Não terminou (Did not finish)             |   |                                      |
| Recorde pessoal       | Recorde pessoal do atleta (Personal best)    | Recorde da Oceania    | Recorde da Oceania (Oceania)          | DSQ / DQ                   | Desclassificado (Disqualified)            |   |                                      |
| Recorde da temporada  | Recorde da temporada do atleta (Season best) | Recorde sul-americano | Recorde sul-americano (South America) | NM                         | Sem marca (No mark)                       |   |                                      |